# Landkreis Sächsische Schweiz
Sächsische Schweiz var tidigare ett län (Landkreis) i Sachsen, Tyskland, med Pirna som huvudort. Sedan augusti 2008 ingår området Sächsische Schweiz i nuvarande Landkreis Sächsische Schweiz-Osterzgebirge.

## Geografi
Landkreis Sächsische Schweiz ligger sydost om Dresden och gränsar till Tjeckien i öst och söder, Weißeritzkreis i väst, Dresden i nordväst samt Landkreis Kamenz och Landkreis Bautzen i norr. Området består i huvudsak av Sächsische Schweiz, men i nordost även delar av Lausitzer Bergland och i väst delar av Erzgebirge. Mittigenom flyter Elbe. Den lägsta punkten är vid gränsen till Dresden och ligger 109 m ö.h. och den högsta, Oelsener Höhe, ligger vid Oelsen i sydväst i östra Erzgebirge.

## Ekonomi
Tidigare fanns det mycket industri i Heidenau och Pirna, men den är numera nedlagd. Vid Königstein utvann SDAG Wismut uran, men även det är numera nedlagt.
Numera är turismen den allra viktigaste näringen.
I Sebnitz finns det produktion av sidenblommor och en fabrik för modelljärnväg.

## Historia
Landkreis Sächsische Schweiz kom till 1994 i den stora "Kreisreformen" genom sammanslagningen av Landkreis Pirna och Landkreis Sebnitz. Vid de extrema översvämningen av Elbe och dess bifloder 2002 drabbades stora delar av Landkreisen hårt.

## Politik
Efter valet 2004 skapade Landkreisen stora rubriker efter att det högerextrema NPD fått uppemot 25% av rösterna i Gemeinde- och  Landtagsvalen. Skinheadsföreningen Skinheads Sächsische Schweiz grundades här 1997. 2000 uppskattades medlemsantalet till ett hundratal. I april 2001 förbjöds de av Sachsens inrikesminister på grund av att de ansågs vara för våldsamma. trots det är fortfarande nynazister ytterst aktiva här. Mellan 2002 och 2004 utfördes 960 övergrepp mot i huvudsak invandrare och vänsteranhängare.

## Administrativ uppdelning
I Sächsische Schweiz ligger följande städer och Gemeinde (invånarantal 2005):

### Städer
- Bad Gottleuba-Berggießhübel (6.103)
- Bad Schandau (3.050)
- Dohna (6.123)
- Heidenau (16.722)
- Hohnstein (3.777)
- Königstein, Sachsen  (2.858)
- Liebstadt (1.395)
- Neustadt in Sachsen (10.302)
- Pirna  (40.198)
- Sebnitz (9.081)
- Stolpen (6.128)
- Wehlen (1.719)

### Gemeinde
- Bahretal (2.362)
- Dohma (2.122)
- Gohrisch (2.209)
- Kirnitzschtal (2.192)
- Lohmen (3.318)
- Müglitztal (2.247)
- Porschdorf (1.305)
- Rathen (435)
- Rathmannsdorf (1.113)
- Reinhardtsdorf-Schöna (1.637)
- Rosenthal-Bielatal (1.771)
- Struppen (2.762)

1. ↑  hämtat från: tjeckiskspråkiga Wikipedia.[källa från Wikidata]
2. ↑  hämtat från: ryskspråkiga Wikipedia.[källa från Wikidata]